# خاطرات هیتمن
خاطرات هیتمن یا خاطرات یک آدم‌کش (به انگلیسی: Diary of a Hitman) فیلم محصول سال ۱۹۹۲ و به کارگردانی روی لندن است. در این فیلم بازیگرانی همچون فارست ویتاکر، جان بدفورد لوید، جیم بلوشی، شارون استون، لویس چیلیز و شریلین فن ایفای نقش کرده‌اند.